# Little River (dopływ Mill Creek)
Little River (do 8 stycznia 1976 Mill Creek) – rzeka (river) w kanadyjskiej prowincji Nowa Szkocja, w hrabstwie Inverness, płynąca w kierunku zachodnim i uchodząca do zatoki Mill Creek; nazwa Mill Creek urzędowo zatwierdzona 7 lipca 1949 (dla cieku obejmującego także obszar pływów – ten ostatni utrzymał po 8 stycznia 1976 nazwę Mill Creek).